# يونس رحمون
يونس رحمون (و. 1975  م) هو فنان مغربي، ولد في تطوان.